# Marianne von der Leyen

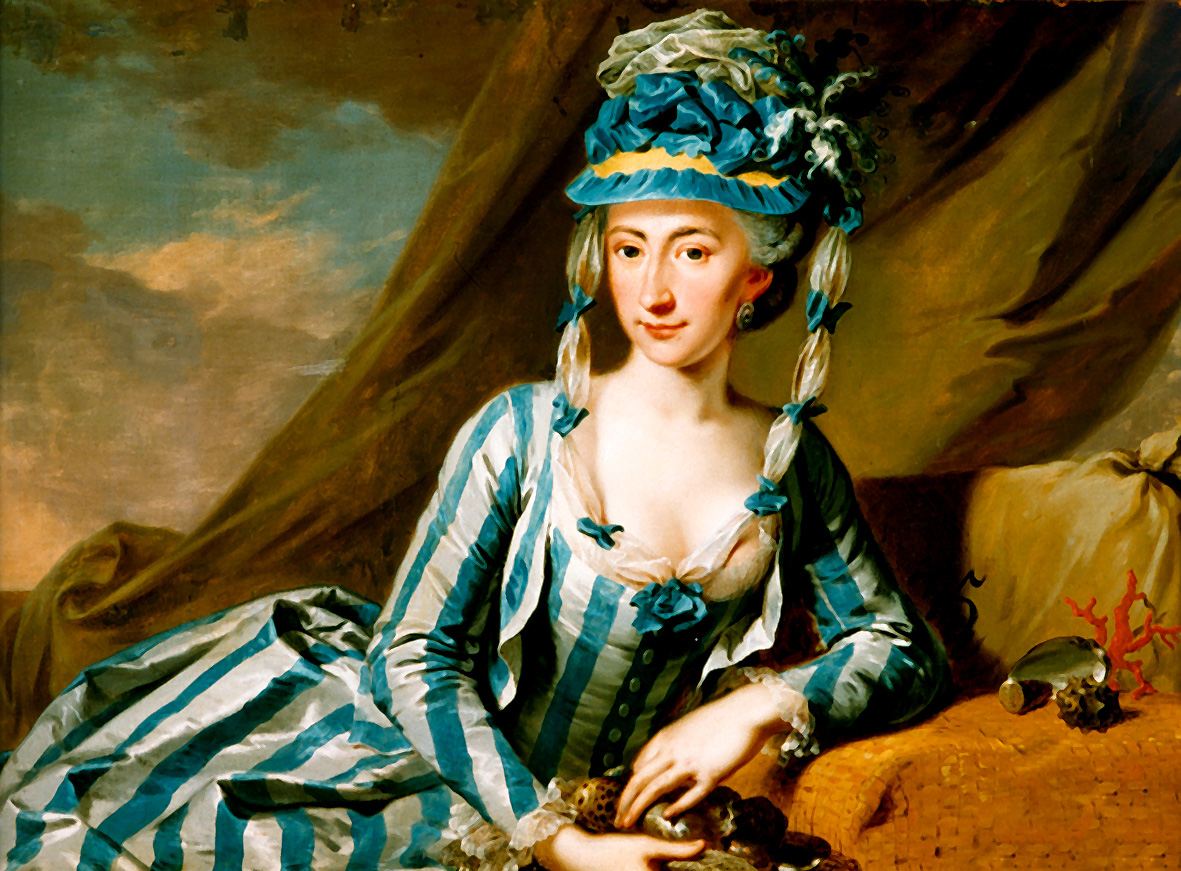
Marianne Leyen

Marianne von der Leyen, född 1746, död 1804, var en tysk regent. Hon var regent i det tyska grevedömet Hohengeroldseck mellan 1775 och 1793. Hon var regent under sin sons omyndighet fram till 1791, då han blev myndig, och därefter som hans ställföreträdare, då han inte var intresserad av att tillträda regeringen. Hennes regering upphörde då grevedömet invaderades och ockuperades av det revolutionära Frankrike, och hon har efterlämnat en skildring av hur hon lyckades fly utklädd till tjänare. 